# Władysław Nielipiński
Władysław Nielipiński (ur. w 1956) – kulturoznawca, animator kultury, fotograf. Członek honorowy Fotoklubu Rzeczypospolitej Polskiej Stowarzyszenia Twórców.

## Działalność
Jest członkiem Średzkiego Towarzystwa Fotograficznego, komisarzem i kuratorem Międzynarodowego Biennale Fotografii Artystycznej „Dziecko”, organizatorem warsztatów fotograficznych dla osób niepełnosprawnych intelektualnie. Jest pomysłodawcą i inicjatorem Wielkopolskiego Festiwalu Fotografii im. Ireneusza Zjeżdżałki oraz serii wydawniczej: „Fotografowie Wielkopolski”. Jako autor i współautor uczestniczył w wielu wystawach indywidualnych i zbiorowych. Jako przewodniczący i członek jury – bierze udział w konkursach fotograficznych. Działalność Władysława Nielipińskiego to również współpraca z członkami ZPAF i Fotoklubu RP, współpraca z galeriami, domami kultury, bibliotekami Województwa Wielkopolskiego – w ramach programu: „Objazdowej Galerii Wielkopolskiej Fotografii”. Jest organizatorem (prowadzącym) warsztatów, plenerów, szkoleń, seminariów i konsultacji fotograficznych. Redaguje część fotograficzną – witryny Wojewódzkiej Biblioteki Publicznej i Centrum Animacji Kultury w Poznaniu. Władysław Nielipiński jest autorem publikacji o historii gnieźnieńskiej fotografii: „Fotografia Gnieźnieńska w II połowie XX wieku”.
W 2009 roku Władysław Nielipiński obchodził 30-lecie pracy twórczej. W 2016 roku otrzymał nagrodę Marszałka Województwa Wielkopolskiego, w dziedzinie twórczości artystycznej, upowszechniania i ochrony dóbr kultury, w kategorii „Animacja i upowszechnianie kultury”. W 2018 roku został uhonorowany Medalem „Za Zasługi dla Fotografii Polskiej” – odznaczeniem przyznawanym przez Kapitułę Fotoklubu Rzeczypospolitej Polskiej Stowarzyszenia Twórców – w 100. rocznicę odzyskania przez Polskę niepodległości.

## Życiorys
W 1979 roku był pomysłodawcą, założycielem i prezesem „Fotoklubu Format”, w Gnieźnie. W latach 1979–1986 był nieetatowym instruktorem fotografii w Zakładowym Domu Kultury Wielkopolskich Zakładów Obuwia „Polania”, w Gnieźnie. W latach 1987–1991 był kierownikiem Zakładowego Domu Kultury Wielkopolskich Zakładów Obuwia „Polania” w Gnieźnie. W latach 1992–2001 prowadził działalność usługową (wideo-filmowanie i fotografia). Od 2002 roku jest instruktorem ds. fotografii i filmu, w Wojewódzkiej Bibliotece Publicznej i Centrum Animacji Kultury w Poznaniu.

## Wybrane wystawy objazdowe
- „Moja Wielkopolska 1979–2009”[35]
- „Moja Wielkopolska Zima 2010”[36]
- „3 czerwca 1979 roku w historii Gniezna”[37]
- „Esztergom”[38]
- „Trzecia zmiana”[39]

## Odznaczenia
- Brązowy Krzyż Zasługi (1987)[40]
- Medal 150-lecia Fotografii (1989)
- Srebrny Medal „Zasłużony dla Fotografii Polskiej” (2004)[41]
- Odznaka honorowa „Zasłużony dla Kultury Polskiej” (2013)[41]
- Medal „Za Zasługi dla Fotografii Polskiej” (2018)[42]